# Streptocarpus integrifolius
Streptocarpus integrifolius är en tvåhjärtbladig växtart som beskrevs av Brian Laurence Burtt. Streptocarpus integrifolius ingår i släktet Streptocarpus och familjen Gesneriaceae. Inga underarter finns listade i Catalogue of Life.